# УТ-2 (телеканал)
УТ-2 (Другий канал національного телебачення України) — всеукраїнський державний телеканал на базі студії «Укртелефільм». Почав мовлення 18 травня 1991 року як «Друга програма УТ» на базі Другої програми Центрального Телебачення Держтелерадіо СРСР, та офіційно на власній мережі як «УТ-2» з 1 січня 1992 року.

## Історія
З самого початку мовлення ділив ефір разом з нещодавно утвореним російським каналом «РТР».
Основу каналу складали культурологічні програми. На «УТ-2» часто транслювалися такі цикли передач як «Загальноосвітній канал» і «Спортивний канал».
26 вересня 1992 року з'явився «УТ-3», який ділив частоту з «УТ-2» і «РТР». «УТ-3» був розрахований на більш молодіжну публіку, в той час як «УТ-2» позиціонував себе як канал з більш інтелігентною програмною начинкою.
14 серпня 1995 року на мережі УТ-2 припинено мовлення телеканалу «УТ-3».
3 вересня 1995 року припинена трансляція каналу «РТР», «УТ-2» отримує увесь ефірний час.
З 1 січня 1997 року на частоті УТ-2 починає мовити «Студія 1+1», програми якої у 1995—1996 роках транслювались на УТ-1. З того часу і до 5 вересня 2004 року «УТ-2» ділив з «1+1» частоту. Мовлення «Студії 1+1» у мережі УТ-2 здійснювалося двома блоками: зранку та ввечері. Оскільки тимчасовий відрізок з 10.00 до 18.00 у 1996 році так і не був проліцензований Нацрадою, то в цей час на мережі продовжували виходити програми НТКУ під логотипом «УТ-2». Зокрема, транслювалися освітні програми у рамках проекту «Освітній канал для школярів», мистецькі та документальні фільми, культурологічні програми та розважальні проекти, що готувалися ТРК «Золоті ворота» та іншими партнерами НТКУ.
З 2002 року виходили в рамках мовлення на «УТ-2» почали виходити передачі Державної Телерадіокомпанії «Культура». А з 4 серпня 2003 по 2 вересня 2004 року «Український Телеканал Культура» почав мовити на мережі УТ-2 як окремий телеканал (з понеділка до п'ятниці у часовий проміжок з 11:00 до 12:00).
1 серпня 2003 року мовлення обласних державних телеканалів перейшло з мережі УТ-3, де ділило час з телеканалом «Інтер» на мережу УТ-2 (з 12:00 до 14:00), тим самим скоротивши час мовлення каналу до 2-х годин на день.
З 30 липня 2004 року канал «1+1» отримав право на збільшення об'єму мовлення до 24 годин на добу, а вже з 5 вересня ефірний час з 10:00 до 14:00 було віддано йому і «УТ-2» було закрито.

## Час мовлення
- 17:45—18:00 — 19:00 (з весни 1992 по грудень 1993 року в пн, сб, нд)
- 17:45—18:00 — 00:00—01:00 (з весни по грудень 1993 року у вт, ср, чт, пт)
- 17:45—18:00 — 19:00 (з січня 1994 по 13 серпня 1995 року щодня крім середи та четверга)
- 17:45—18:00 — 00:00—01:00 (з січня 1994 по 13 серпня 1995 року в середу та четвер)
- 17:45—18:00 — 00:00—02:00 (з 14 серпня по 2 вересня 1995 року — щодня)
- 08:00 — 00:30—03:00 (з 3 вересня 1995 по 31 грудня 1996 року)
- 10:00—18:00 (у будні — з перервою з 15:00 до 17:00) (з 1 січня по 31 грудня 1997 року)
- 10:00—16:00 (з 1 січня 1998 по 23 січня 2000 року у будні)
- 10:00—15:00 (з 1 січня 1998 по 23 січня 2000 року у вихідні)
- 10:00—15:00 (по буднях — перерва з 15:00 до 16:00) (з 24 січня 2000 по 18 листопада 2001 року)
- 10:00—14:00 (з 19 листопада 2001 по 31 липня 2003 року)
- 10:00—12:00 (з 1 серпня 2003 по 5 вересня 2004 року у вихідні)
- 10:00—11:00 (з 4 серпня 2003 по 5 вересня 2004 року у будні)

Час наведено згідно архіву програм передач.

## Логотипи
Телеканал змінив 3 логотипи. 
| Логотип | Опис |
| ------- | --- |
|         | З 1 січня по 25 вересня 1992 року логотипом був напис "УТ-2" білого кольору. Спочатку шрифт був тонким, у вересні 1992 року він став жирним і з чорним контуром. Спочатку знаходився у правому нижньому куті екрану, але з 1 вересня перемістився в лівий верхній кут. |
|         | З 26 вересня 1992 по 31 травня 1996 року логотипом була велика жирна синя двійка на якій розміщувалися білі букви «УТ», рази в 3 менші за двійку. Логотип знаходився в лівому верхньому куті. |
|         | 3 1 червня 1996 по 5 вересня 2004 року логотип був схожий на логотип УТ-1, букви «УТ» були такими ж, тільки тоншими і зменшеними приблизно в 2-2,5 рази. Тире не було. Поруч з буквами стояла двійка, за шрифтом така, як із заставки, була в 1,5 рази більша, ніж букви. Логотип був білим, непрозорим, не прибирався. Знаходився спочатку в лівому, а з 1998 року в правому верхньому куті. |